# Liste de sujets portant le nom de Pierre-Simon de Laplace
Cet article répertorie une liste de sujets portant le nom du mathématicien et astronome français Pierre-Simon de Laplace.

## Probabilités, statistiques
- Théorème de Moivre-Laplace, donnant le lien entre la loi binomiale et la loi normale
- Estimateur de Laplace-Bayes, ou règle de succession de Laplace
- Loi de Laplace
- Loi de Laplace-Gauss, ou loi normale
- Loi de Laplace asymétrique
- Loi Log-Laplace
- Loi de Laplace multivariée
- Loi de Laplace asymétrique enveloppée
- Fonctionnelle de Laplace
- Mouvement de Laplace
- Estimateur de Laplace-Bayes
- Lissage de Laplace
- Principe de Laplace ou principe de grandes déviations

## Analyse
- Transformation de Laplace
  - Transformation bilatérale de Laplace
  - Transformation de Laplace-Carson
  - Transformation de Laplace-Stieltjes
  - Transformation inverse de Laplace
- Méthode de Laplace pour l'approximation des intégrales
- Constante Limite de Laplace, concernant les solutions de l'équation de Kepler

### Analyse vectorielle
- Champ de vecteurs de Laplace

- Équation de Laplace
  - Opérateur laplacien
    - Laplacien discret
    - Opérateur de Laplace-Beltrami
    - Laplacien infini
    - P-Laplacien
    - Opérateurs laplaciens en géométrie riemanienne
- Invariant de Laplace

## Algèbre
- Développement de Laplace d'un déterminant

## Mathématiques discrètes
- Matrice laplacienne en théorie des graphes

## Physique
- Démon de Laplace
- Force électromagnétique de Laplace
- Nombre de Laplace (mécanique des fluides)
- Pression de Laplace
- Équations de la marée de Laplace

## Astronomie
- Plan de Laplace
  - Plan invariable de Laplace
- Vecteur de Laplace-Runge-Lenz
- Résonance orbitale de Laplace
- Modèle cosmogonique de Kant-Laplace

## Informatique
- Détecteur de région de Harris-Laplace
- Mécanisme de bruit additif de Laplace
- Lissage laplacien
- LaplacesDemon, logiciel bayésien

## Autres domaines
- Astéroïde (4628) Laplace[1]
- Promontorium Laplace, éperon du Montes Jura sur la lune
- Sonde spatiale "Laplace", nom de travail provisoire de l'Europa Jupiter System Mission de l'Agence spatiale européenne
- Laplace(Q111), sous-marin français
- Institut Pierre-Simon-Laplace

### Dans la culture populaire
- Laplace no Ma, jeu vidéo sur le démon de Laplace
- Dans Kamen Rider Fourze, les horoscopes de la Balance développent une capacité appelée "L'œil de Laplace"
- Dans Mega Man, Star Force 3, Solo gagne un sorcier nommé Laplace
- L'idée du démon de Laplace a été citée à plusieurs reprises dans la culture pop japonaise :
  - Dans la série Super Robot Wars, Elemental Lord of the Wind Cybuster serait équipé du démon Laplace qui peut modifier les lois de probabilité
  - Dans Gundam UC, la machine titulaire, la Gundam Unicorn, possède le système opératoire La+ (Laplus ; Laplace), qui est la clé pour obtenir la Boîte de Laplace, un référentiel d'informations secrètes dont la possession pourrait changer le cours du monde